# Antanas Raguotis
Antanas Raguotis (ur. 14 marca 1914 w Kušnieriūnai, rejon uciański, zm. 24 kwietnia 2003 w Wilnie) – litewski komunista, radziecki polityk.

## Życiorys
Należał do WKP(b). Od 1 października 1946 do grudnia 1952 był I sekretarzem KC Komsomołu Litwy, jednocześnie od 19 lutego 1949 do 22 września 1952 zastępcą członka, a od 25 września 1952 do 1953 członkiem Biura KC Komunistycznej Partii (bolszewików) Litwy/Komunistycznej Partii Litwy i od grudnia 1952 do 1953 zastępcą przewodniczącego Rady Ministrów Litewskiej SRR. W 1964 był wiceministrem ochrony porządku publicznego Litewskiej SRR.